# Adrián Reyes
Adrián Alvarado Reyes (* 3. November 2000) ist ein panamaischer Leichtathlet, der sich auf den Weitsprung spezialisiert hat.

## Sportliche Laufbahn
Erste internationale Erfahrungen sammelte Adrián Reyes im Jahr 2019, als er bei den U20-Südamerikameisterschaften in Cali mit einer Weite von 7,05 m den fünften Platz belegte. Anschließend brachte er bei den U20-Panamerikameisterschaften in San José keinen gültigen Versuch zustande. Im Jahr darauf gelangte er bei den erstmals ausgetragenen Hallensüdamerikameisterschaften in Cochabamba mit 7,26 m auf den siebten Platz und 2021 wurde er bei den U23-Südamerikameisterschaften in Guayaquil mit 7,26 m Zehnter und gelangte dann bei den Zentralamerikameisterschaften in San José mit 7,42 m auf Rang vier. 2022 siegte er mit 7,33 m bei den Zentralamerikameisterschaften in Managua und erreichte bei den U23-Südamerikameisterschaften in Cascavel mit 7,24 m auf Rang fünf. Im Jahr darauf gewann er bei den Zentralamerikameisterschaften in San José mit 7,60 m die Bronzemedaille und anschließend belegte er bei den Südamerikameisterschaften in São Paulo mit 7,28 m den siebten Platz.
2021 wurde Reyes panamaischer Meister im Weitsprung.

## Persönliche Bestleistungen
- Weitsprung: 7,60 m (−1,7 m/s), 7. Mai 2023 in San José
  - Weitsprung (Halle): 7,26 m, 1. Februar 2020 in Cochabamba